# Allez Allez
Allez Allez est un groupe de funk belge. Fondé en 1981 et séparé en 1985, le groupe a connu beaucoup de succès au début des années 1980. Il s'est ensuite reformé avec un changement de line-up pour plusieurs concerts en 2017.

## Histoire
Le groupe est formé en 1981, sur les traces du groupe de new wave funky belge Marine qui, à la veille d'une percée internationale, a perdu son chanteur Marc Marine alors qu'il était en studio à Londres. Il est rapidement remplacé par Sarah Osbourne et le groupe enregistre la session prévue et change de nom pour devenir Allez Allez.
Le groupe connait le succès avec des chansons comme She's Stirring Up, Allez Allez et African Queen, en hommage à Grace Jones. En 1981, le groupe sort son premier mini-album auto-produit, qui comprend 5 titres, African Queen. L'année suivante, en 1982, le mini-album obtient le statut de disque d'or, ce qui vaut au groupe d'être à l'affiche du festival Torhout-Werchter de la même année. Le groupe signe ensuite avec le label Virgin et sort l'album pop Promises en novembre 1982. Osborne quitte ensuite le groupe pour épouser Glenn Gregory du groupe Heaven 17. La chanteuse américaine Jackie Irwin remplace Osborne. Le succès du groupe ne durera qu'un an entre 1982 et 1983, avant la séparation du groupe en 1984.
De son côté, sous le nom de Marka, le bassiste deviendra plus tard un chanteur connu. Christian Debusscher et Nico Fransolet deviennent pour leur part membre du groupe d'humoristes Les Snuls et deviennent réalisateurs.
Les membres décident de se réunir en 2016, et le groupe fait une apparition au festival des Francofolies de Spa en 2017. Parallèlement, le bassiste Marka écrit un livre de mémoires sur son passage dans le groupe, Allez Allez, aux éditions Lamiroy.

## Discographie
- 1981 : African Queen (EMI/Scalp, mini-album)
- 1982 : Promises (Virgin)
- 1997 : African Queen + Promises (Virgin, CD)
- 2008 : Best of Allez Allez (Eskimo, CD)
- 2013 : Promises + African Queen (Les Disques du Crépuscule, CD)